# Spurvebakkerne
Spurvebakkerne (russisk: Воробьёвы го́ры (1935–1999: Leninbakkerne russisk: Ленинские горы) er en bakke på højre bred af Moskvafloden, og et af de højeste punkter i Moskva, med en højde på op imod 220 m over havets overflade (60–70 m over flodniveauet).

## Eksterne links
- Satellitbillede fra Google maps

55°42′53″N 37°32′50″Ø / 55.71472°N 37.54722°Ø
- Wikimedia Commons har flere filer relateret til Spurvebakkerne